# Hoya macgillivrayi
Hoya macgillivrayi ist eine Pflanzenart der Gattung der Wachsblumen (Hoya) aus der Unterfamilie der Seidenpflanzengewächse (Asclepiadoideae). Die Art ist endemisch in den Iron- und McIlwraith Ranges der östlichen Kap-York-Halbinsel im Norden des australischen Bundesstaates Queensland. Das Artepithet ehrt den Arzt und Naturwissenschaftler William David Kerr Macgillivray (1867–1933).

## Merkmale
Hoya macgillivrayi ist eine epiphytisch, selten auch auf Steinen wachsende, windende Pflanze mit zylindrischen, 5 mm im Durchmesser messenden, kahlen Trieben. Alle Teile der Pflanze enthalten einen weißen Milchsaft. Die eiförmigen bis lanzettlichen Blattspreiten sitzen auf einem 2 bis 3,5 cm langen und 2 bis 5 mm dicken Stiel. Die Basis der Blattspreite ist herzförmig, das äußere Ende zugespitzt. Sie messen 15 bis 20 cm in der Länge und 2,5 bis 8 cm in der Breite. Die Blätter sind gegenständig angeordnet, kahl und sukkulent. Junge Blätter sind kupferfarben, ältere Blätter dunkelgrün. Die Internodien messen etwa 20 cm.
Der Blütenstand enthält bis zu 12 Einzelblüten (6 bis 10). Er bildet sich an den Internodien aus. Die grünen bis gelblichen Blütenstandstiele sind 4 bis 20 cm lang bei einer Dicke von 1 bis 2 Millimetern. Die tassenförmigen Blüten haben einen Durchmesser von 5,5 bis 8 cm. Sie sitzen auf 5,4 bis 8,5 mm langen, grünen, kahlen Stielen. Die Kelchblätter sind spitz auslaufend, 3 bis 4 mm lang und an der Basis ca. 2 mm breit. Die Blüten sind einheitlich dunkelrot oder auch im Zentrum weiß. Die Kronblattzipfel sind 2 bis 2,5 cm lang und 1,9 bis 2,3 mm breit. Die laufen spitz aus, die Ränder sind stark umgebogen. Die Nebenkrone hat etwa 1,8 bis 2,4 cm im Durchmesser und ist etwa 1 cm hoch. Sie ist dunkelrot und kahl. Die staminalen Nebenkronzipfel sind 10 bis 12 mm lang und 2 bis 3 mm breit. Der innere, spitze Fortsatz ist 5 – 10 mm lang und aufsteigend. Der äußere Fortsatz ist breieiförmig bis spitz und nur schwach aufsteigend. Die Fortsätze der Staubblätter sind 2,5 mm lang und zugespitzt. Der Griffelkopf misst rd. 3 mm im Durchmesser. Die länglichen Pollinien messen 1,4 mm in der Länge und 0,45 mm in der Breite. Das Corpusculum hat die Maße: 0,8 mm Länge, 0,5 mm Breite; die Caudiculae messen 0,4 mm in der Länge und 0,2 mm in der Breite. Die Blüten duften intensiv und halten etwa zehn Tage. Die paarigen Früchte hängen und werden 15 bis 19 cm lang (bis zu 25 cm) und haben einen Durchmesser von 1,5 cm. 

### Ähnliche Arten
Hoya macgillvrayi ist nahe mit drei Arten: Hoya archboldiana C. Norman, Hoya megalaster Warburg und Hoya onychoides P. I. Forster D. J. Liddle & I. M. Liddle aus Neuguinea verwandt. Alle vier Arten haben sehr große Blüten, sie unterscheiden sich jedoch etwas in der Blütengröße und vor allem der Blütenform.

## Geographische Verbreitung und Lebensraum
Die Art ist endemisch im  Iron-Range-McIlwraith-Range-Gebiet (Nationalpark) der Kap-York-Halbinsel im Norden des australischen Bundesstaates Queensland. In den dortigen Monsun-Regenwäldern klettert sie bis in das Kronendach oder auch in Bäume entlang offener Bäche.

## Taxonomie
Hoya macgillivrayi wurde 1914 von Frederick Manson Bailey (1827–1915) im Queensland Agricultural Journal, Neue Serie, Band, S. 190 erstmals publiziert. Als Typlokalität wurde der Claudie River nahe seiner Einmündung in die Lloyd Bay (Queensland, Australien) angegeben. Das Typusexemplar war von dem Arzt Dr. William David Kerr Macgillivray gesammelt worden. Synonyme sind keine bekannt. Ihre spektakulären Blüten gehören zu den größten Blüten in der Gattung der Wachsblumen. Sie ist bereits seit einiger Zeit in Kultur, und im Handel sind neben einigen in der Natur vorkommenden Klonen auch eine ganze Reihe von Cultivaren erhältlich.

## Belege